# 郡山富田站
郡山富田站（日语：／ Kōriyama-tomita eki */?）是位于福岛县郡山市富田町，屬於东日本旅客铁道（JR東日本）磐越西线的鐵路車站。

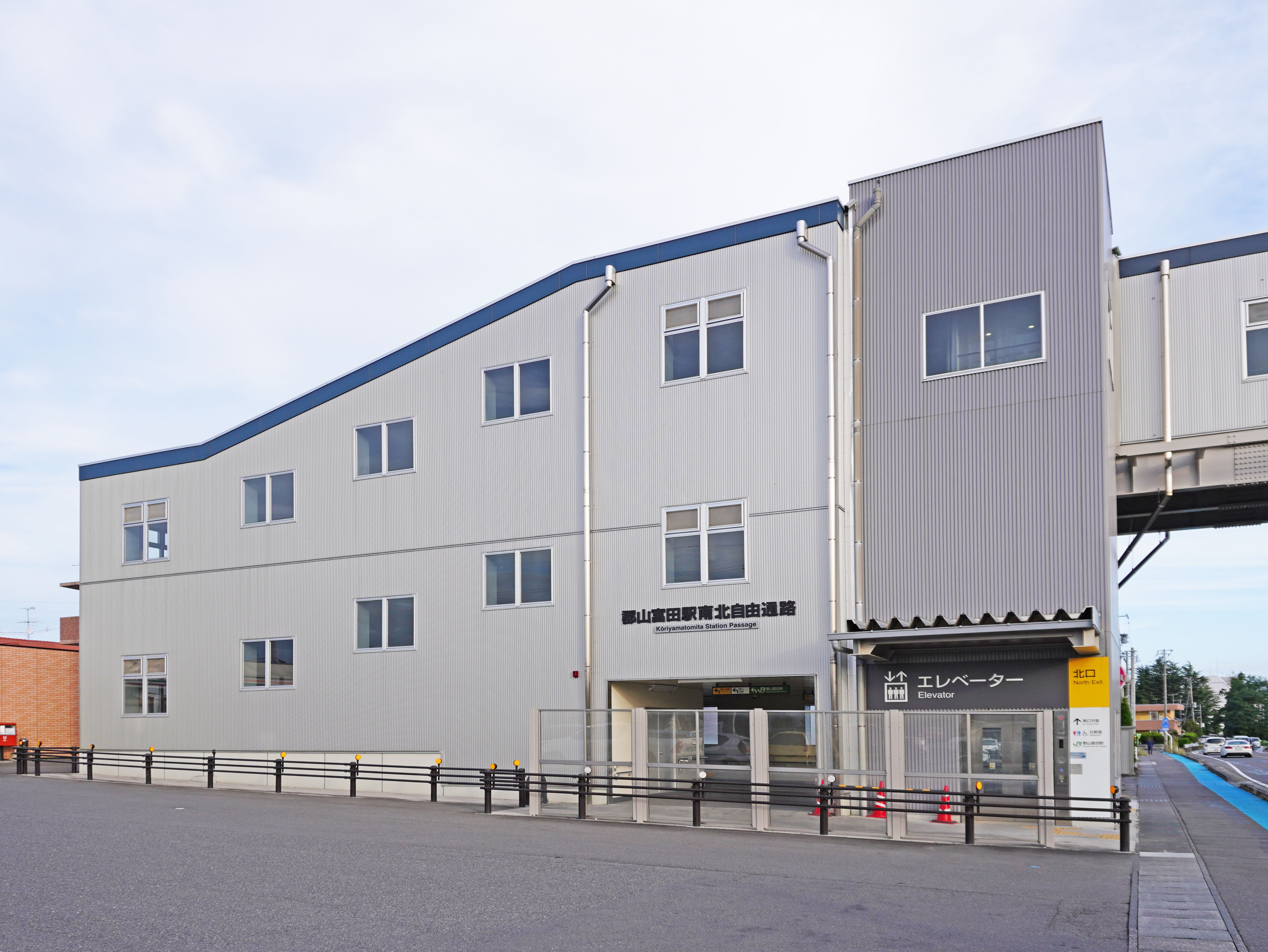
北口（2022年9月）

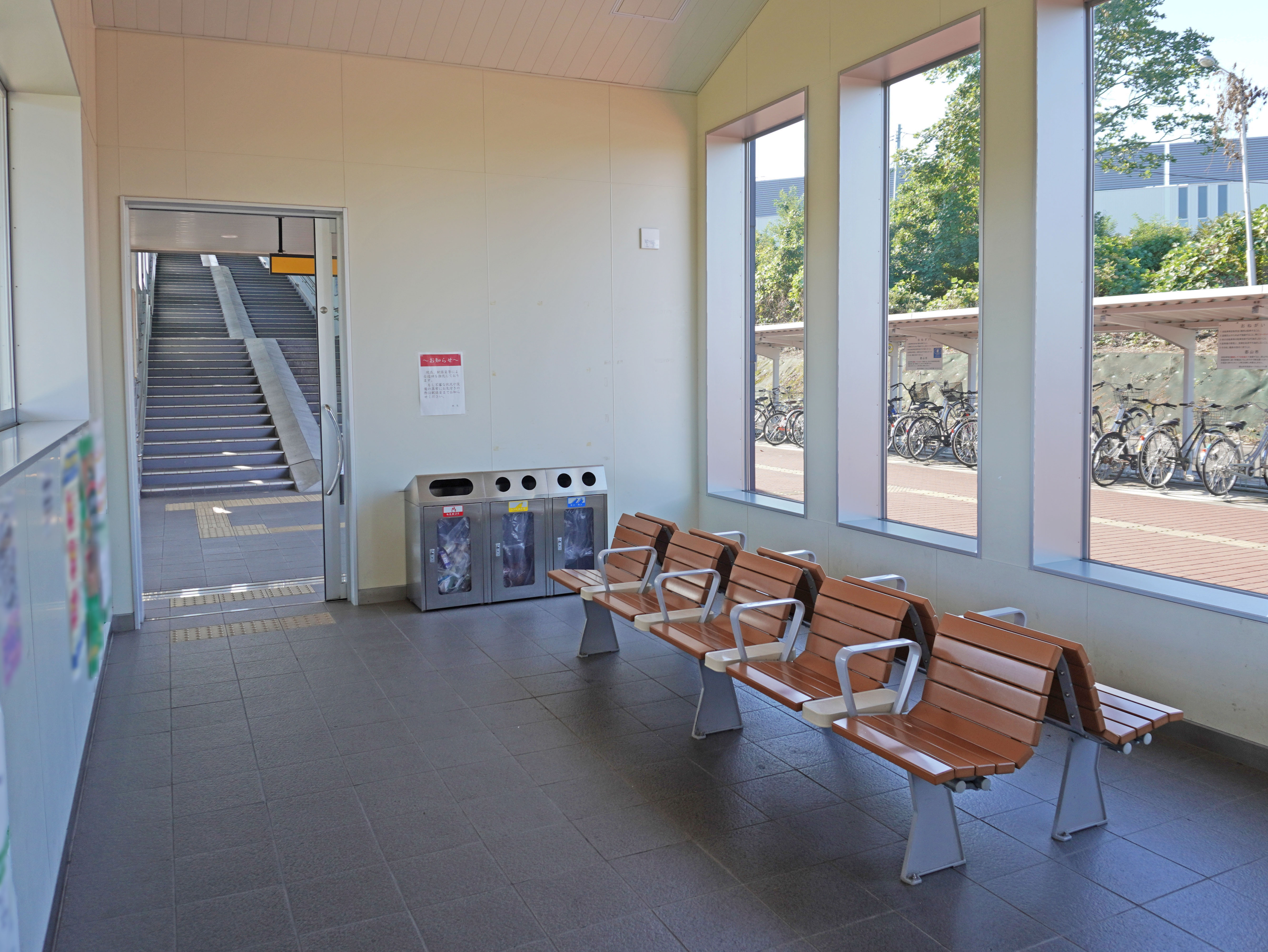
候車室（2022年9月）

## 历史
为了能够让郡山市公共交通促进地区发展、在自然灾害发生时可以及时运送救灾物资和受灾群众，当时以“郡山北”的名义，郡山市与JR东日本商讨修建新车站。2015年9月15日，JR东日本正式命名新车站为“郡山富田站”，其中新设站所花费的近20亿日元由郡山市独自承担。
2017年4月1日，本站投入运营，成為福島縣內相隔30年，以及郡山市相隔88年來設立的新車站。

## 车站结构

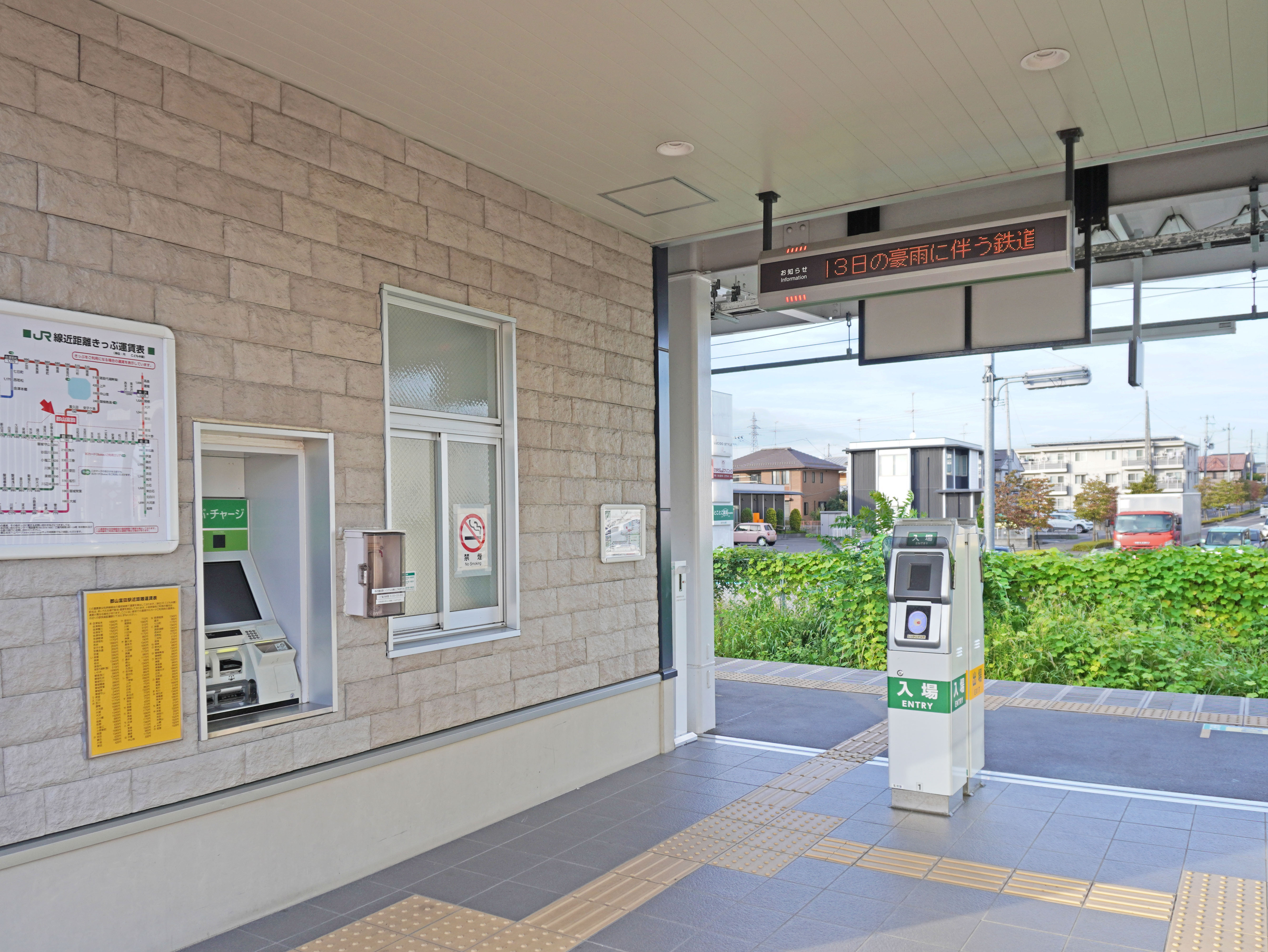
驗票口（2022年9月）

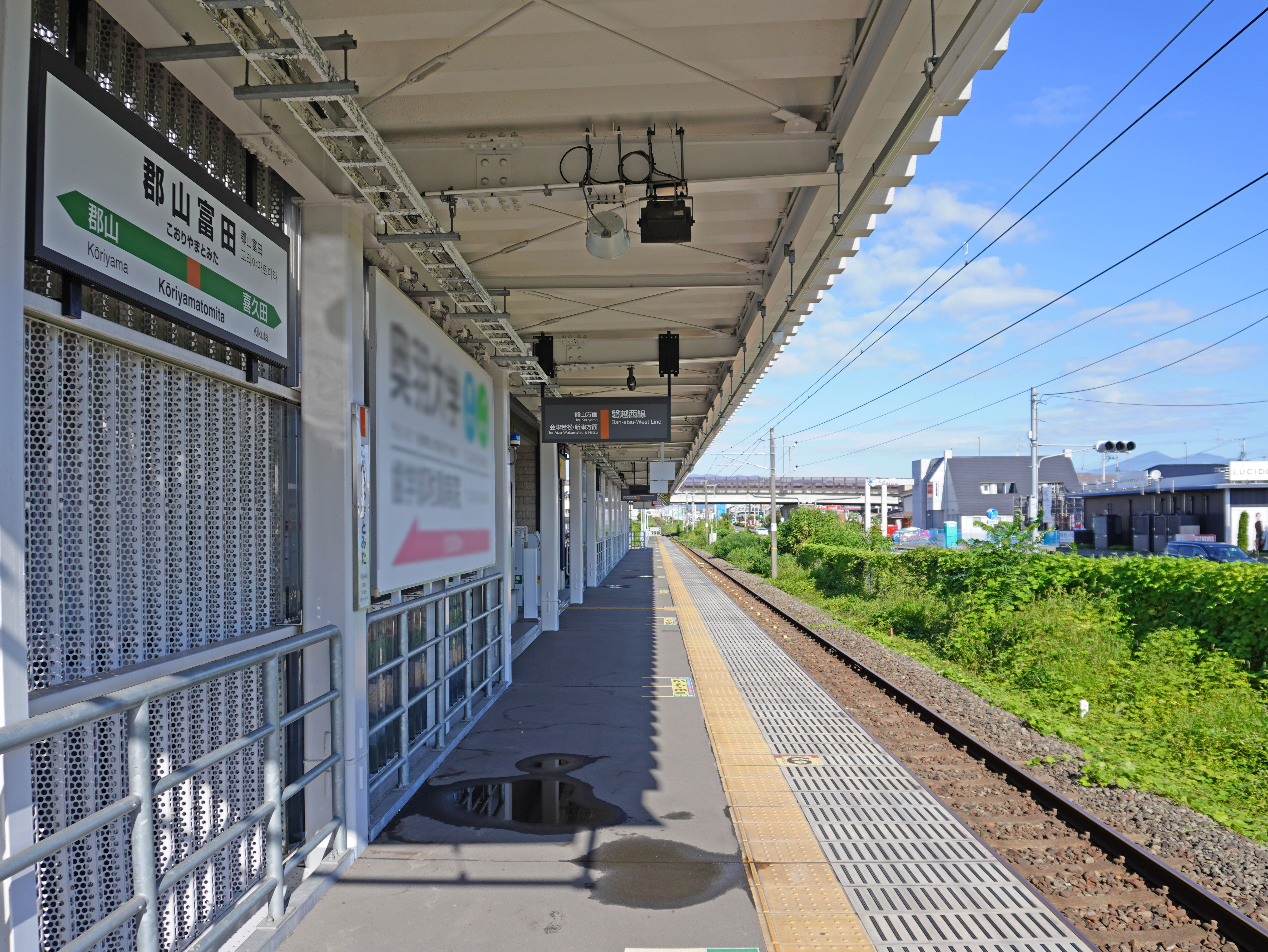
月台（2022年9月）

本站為侧式站台1台1线的地上车站，月台长度能容纳6辆编组列车停靠。此站是由郡山站管理的无人站。站内设有简易候车室與仓库，站外則设有交通广场、停车场、公共厕所和人行跨线天桥。本站可使用Suica。

## 使用情况
JR东日本预计2017年日均客流量为1000人左右。

## 相鄰車站
東日本旅客鐵道
■磐越西線
郡山－郡山富田－喜久田

## 註解
1. ↑  這樣的車站在日本稱為「請願車站」（請願駅）